# 도라히메정
도라히메정(일본어: 虎姫町)은 시가현 북동부에 위치하였던 히가시아자이군의 정이다. 면적은 9.45km2이고 인구는 2009년 11월 1일 기준으로 5,427명이다.
2010년 1월 1일에 히가시아자이군 고호쿠정, 이카군 다카쓰키정, 기노모토정, 요고정, 니시아자이정과 함께 나가하마시에 합병되었다.

## 역사
- 1889년 4월 1일 - 정촌제 시행에 의해 도라히메촌이 탄생하였다.
- 1940년 12월 10일 - 도라히메촌이 정으로 승격해 도라히메정이 되었다.

## 교통

### 철도
- 서일본 여객철도 호쿠리쿠 본선

### 도로
- 호쿠리쿠 자동차도
- 국도 제8호선